# Battaglia di Cap-Français
La battaglia di Cap-Français venne combattuta il 21 ottobre 1757 nelle acque antistanti l'odierna città di Cap-Haïtien ad Haiti (all'epoca Cap-Français nella colonia francese di Saint-Domingue), tra la flotta del Regno di Francia comandata dall'ammiraglio Guy François de Kersaint e una squadra navale del Regno di Gran Bretagna sotto il commodoro Arthur Forrest.
Le forze britanniche diressero all'attacco di un convoglio di mercantili salpato da Saint-Domingue per la Francia, salvo scoprire all'ultimo momento che la scorta francese era molto più consistente di quanto preventivato e superiore in numero agli attaccanti; senza indugio, Forrest e i suoi comandanti ingaggiarono il nemico e dopo una furiosa battaglia obbligarono le navi francesi a rientrare in porto per i danni patiti. Sebbene in definitiva un mese più tardi il convoglio francese riuscisse a salpare nuovamente e a raggiungere la madrepatria, il coraggio mostrato dagli ufficiali britannici nell'attaccare una forza superiore impressionò notevolmente gli ambienti dell'epoca.

## Antefatti
Lo squadrone del commodoro Forrest ammontava a tre vascelli distaccati dalla flotta principale britannica dell'ammiraglio Thomas Cotes, di base alla Giamaica, per muovere all'attacco di un convoglio di navi mercantili francesi segnalato in partenza dalla colonia di Saint-Domingue alla volta della madrepatria. Le forze di Forrest comprendevano il vascello da 60 cannoni HMS Augusta (nave di bandiera dello stesso commodoro) e il pari tipo HMS Dreadnought al comando del capitano Maurice Suckling, accompagnati dal vascello da 64 cannoni HMS Edinburgh agli ordini del capitano William Langdon. Lo squadrone britannico arrivò davanti Cap-Français la mattina del 21 ottobre, dove inaspettatamente si imbatté in una formazione navale francese inviata a scortare l'atteso convoglio dei mercantili.
La scorta francese era agli ordini del Chef d'escadre (equivalente a contrammiraglio) Guy François de Kersaint, ed era stata rinforzata da unità aggiuntive giusto poco prima dell'arrivo dei britannici. Kersaint alzava la sua insegna sul vascello da 70 cannoni Intrépide, seguito dal vascello da 70 cannoni Sceptre del capitano Clavel, dal vascello da 64 cannoni Opiniatre del capitano Mollieu e dal vascello da 50 cannoni Greenwich (un'ex unità britannica catturata alcuni mesi prima nelle acque di Saint-Domingue) del capitano Foucault; a questi si aggiungevano poi le fregate Outarde (da 44 cannoni), Sauvage e Licorne (entrambe da 32 cannoni). Godendo di una notevole superiorità numerica, Kersaint salpò immediatamente dall'ancoraggio di Cap-Français per dare battaglia alle inferiori forze britanniche.

## La battaglia
Avvedutosi che la scorta francese non solo era più consistente di quanto atteso ma stava anche manovrando per dare battaglia, Forrest chiamò i comandanti delle altre unità a rapporto sulla sua nave di bandiera. Incontrando i due sottoposti sul cassero dello Augusta, Forrest esordì con un «Bene, signori, potete vedere che sono usciti per impegnarci», al che Suckling replicò con un «Penso che sarebbe un peccato deluderli» su cui Langdon concordò; Forrest chiuse quindi la discussione con un «Molto bene, tornate a bordo delle vostre navi»: l'intera conferenza tra gli alti ufficiali britannici non era durata più di mezzo minuto.

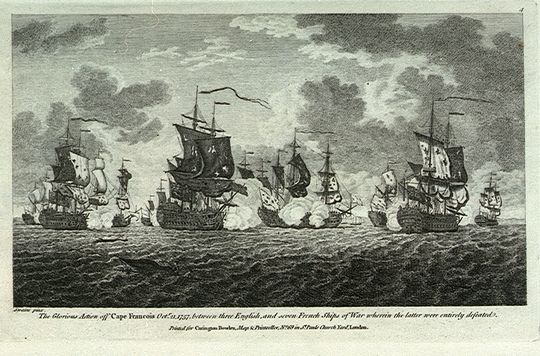
La battaglia in una stampa dell'epoca

I britannici formarono quindi una linea di battaglia con la Dreadnought in avanguardia, la Augusta al centro e la Edinburgh in retroguardia, e nonostante la pesante superiorità francese diressero con decisione incontro al nemico. La battaglia iniziò alle 15:30 e perdurò con uno scambio di reciproche cannonate per le successive due ore e mezzo; con la sua ammiraglia Intrépide gravemente danneggiata, Kersaint segnalò alle sue fregate di avvicinarsi per scortarlo fuori dalla linea di battaglia francese, ma nel compiere la manovra i vascelli Intrépide, Superbe e Greenwich finirono con l'ostacolarsi a vicenda venendo pesantemente cannoneggiati dallo Augusta e dallo Edinburgh che avevano guadagnato un buon angolo di tiro.
Le unità francesi ruppero gradualmente il contatto e si allontanarono dallo scontro. I britannici non erano in condizione di seguirli, visto che le navi accusavano gravi danni agli alberi e al sartiame; il Dreadnought in particolare aveva perduto gli alberetti dell'albero di mezzana e dell'albero di maestra. Senza possibilità di ingaggiare ulteriormente battaglia, le navi britanniche fecero quindi vela alla volta della Giamaica per le necessarie riparazioni. Kersaint, che nello scontro aveva riportato una ferita, fece ritorno con le sue navi a Cap-Français per le riparazioni; nel novembre seguente poté quindi partire alla volta della madrepatria insieme al convoglio dei mercantili. Le perdite francesi nello scontro sono stimate tra i 500 e i 600 morti e feriti, con lo Opiniatre completamente disalberato e il Greenwich ridotto in pessimo stato; i britannici avevano invece riportato 23 morti e 89 feriti tra gli equipaggi: nove morti e 29 feriti sullo Augusta, nove morti e 30 feriti sul Dreadnought e cinque morti e 30 feriti sullo Edinburgh.

## Conseguenze
La battaglia non ebbe un esito certo. Riparati i danni alle sue navi, Kersaint fu in grado di condurre il convoglio in Francia senza ulteriori molestie; quando ormai era in vista delle coste di casa, tuttavia, la formazione francese incappò in una tempesta e i vascelli Opiniatre e Greenwich e la fregata Outarde furono perduti per incaglio sulla costa.
Forrest e i suoi colleghi furono acclamati in patria per il coraggio e la tenacia dimostrati nell'affrontare il nemico nonostante l'inferiorità delle loro forze. La memoria della battaglia e dell'eroismo dei britannici permané nel corso del XVIII secolo: il nipote di Maurice Suckling, il famoso ammiraglio Horatio Nelson, considerò da sempre il 21 ottobre come la data fortunata per la sua famiglia, e non mancò di rimarcarlo quando il 21 ottobre 1805 affrontò la flotta francese nella decisiva battaglia di Trafalgar.